# 蚕紙

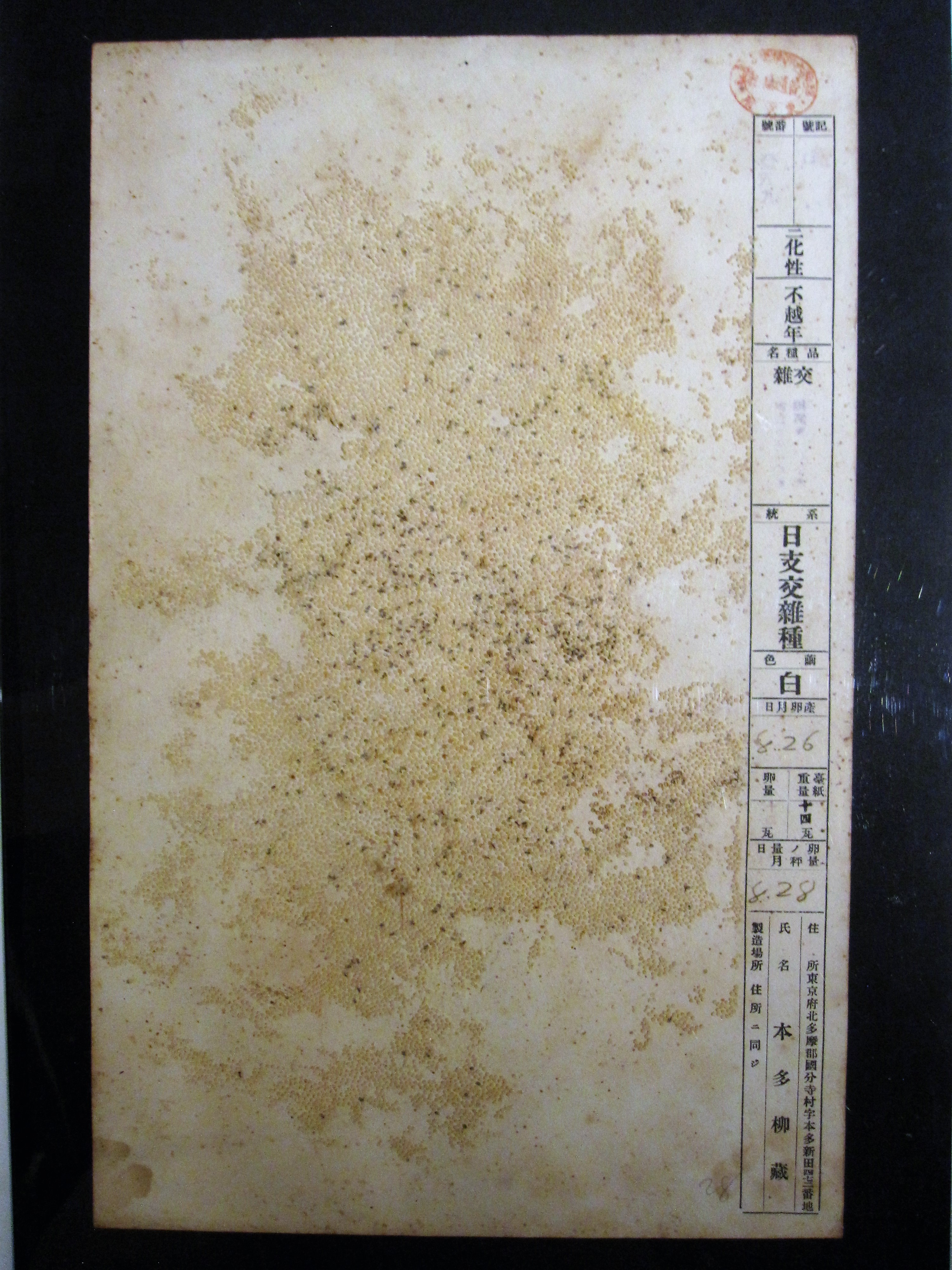
蚕紙の一例。東京都国分寺市・旧本多家住宅長屋門にて展示。

蚕紙（さんし）は、蚕種（蚕の卵）が産み付けられた紙。蚕種紙（さんしゅし）、蚕卵紙（さんらんし）ともいう。専門の蚕種製造業者によって製造される。

## 概要
蚕のメスを寒冷紗・クラフト紙・硫酸紙・糊引紙などの粘着性のある台紙の上で卵を産み付けさせた後で、水で余分な糊を洗い落とし、更に塩水や風による自然乾燥によって不純な卵を落とした後に製品化する。
幕末の日本における生糸の輸出規制の抜け道として、蚕紙が欧米への輸出が盛んに行われていた。また、この時期にヨーロッパでは蚕がかかる微粒子病という病気が蔓延し、蚕が壊滅的な被害を受けていた。そのため、フランスやサルデーニャ王国に対して江戸幕府から蚕紙の緊急援助も行われていた。